# Dune Rats
Dune Rats est un groupe de rock australien originaire de Brisbane, dans le Queensland. 

## Biographie

### Configurations et membres du groupe
À l'origine, le groupe se forme en duo, avec Danny Beus à la guitare et au chant et BC Michael Marks à la batterie et aux chœurs''. Le groupe devient ensuite un trio, avec Brett Jansch (ancien membre en tournée du Bleeding Knees Club) comme bassiste. Brad Heald, originaire de Red Riders et de The Vines, fait également des apparitions en tournée à la basse de 2011 à 2012.

### Productions
Le 30 mai 2014, le groupe sort son premier album éponyme via son label Ratbag Records et entament une tournée mondiale et nationale. L'année suivante, ils lancent le label Ratbag Records, dédié à signer d'autres artistes.
Le 11 février 2017, leur deuxième album The Kids Will Know It's Bullshit débute à la première place du classement ARIA Albums.
Le quatrième album studio du groupe, Real Rare Whale, devant initialement sort le 29 juillet 2022'.
En mai 2024, sort son cinquième album studio, If It Sucks, Turn It Up.

## Discographie

### Albums studio
| Titre                            | Détails de l'album                                           | Meilleur classement |
| Titre                            | Détails de l'album                                           | Australie           |
| -------------------------------- | ------------------------------------------------------------ | ------------------- |
| Dune Rats                        | - Sortie : 30 mai 2014 - Label : Ratbag (RATBAG003)          | 22                  |
| The Kids Will Know It's Bullshit | - Sortie : 20 janvier 2017 - Label : Ratbag (RATBAG009)      | 1                   |
| Hurry Up and Wait                | - Sortie : 31 janvier 2020 - Label : Ratbag, BMG (RATBAG019) | 1                   |
| Real Rare Whale                  | - Sortie : 29 juillet 2022 , - Label : BMG (538720702)       | 6                   |
| If It Sucks, Turn It Up          | - Sortie : 2 août 2024 - Label : BMG (964034711)             | 29                  |

### EP
| Titre        | Détails du PE                                                  |
| ------------ | -------------------------------------------------------------- |
| Sexy Beach   | - Sortie : 1er février 2011 - Label : Dune Rats/Inertia Access |
| Social Atoms | - Sortie : 2 septembre 2011 - Label : Dune Rats/Inertia Access |
| Smile        | - Sortie : 19 avril 2013 - Label : Accès par inertie           |

### Singles
| Titre                                         | Année | Album                            |
| --------------------------------------------- | ----- | -------------------------------- |
| "Colour Television"                           | 2010  | Sexy Beach                       |
| "Wooo!"                                       | 2011  | Sexy Beach                       |
| "Pogo",                                       | 2011  | Social Atoms                     |
| "Fuck It"                                     | 2012  | Smile                            |
| "Red Light, Green Light"                      | 2013  | Smile                            |
| "Funny Guy"                                   | 2014  | Dune Rats                        |
| "Superman"                                    | 2014  | Dune Rats                        |
| "Bullshit",                                   | 2016  | The Kids Will Know It's Bullshit |
| "Scott Green"                                 | 2016  | The Kids Will Know It's Bullshit |
| "Braindead"                                   | 2017  | The Kids Will Know It's Bullshit |
| "6 Pack"                                      | 2017  | The Kids Will Know It's Bullshit |
| "Demolition Derby",                           | 2017  | The Kids Will Know It's Bullshit |
| "No Plans"                                    | 2019  | Hurry Up and Wait                |
| "Rubber Arm"                                  | 2019  | Hurry Up and Wait                |
| "Crazy"                                       | 2019  | Hurry Up and Wait                |
| "Stupid Is as Stupid Does" (featuring K.Flay) | 2020  | Hurry Up and Wait                |
| "Bad Habits"                                  | 2020  | Hurry Up and Wait                |
| "Too Tough Terry"                             | 2020  | Non inclus dans un album         |
| "Up"                                          | 2021  | Real Rare Whale                  |
| "What a Memorable Night"                      | 2022  | Real Rare Whale                  |
| "Melted Into Two"                             | 2022  | Real Rare Whale                  |
| "Pamela Aniston"                              | 2022  | Real Rare Whale                  |
| "Be Like You"                                 | 2023  | If It Sucks, Turn It Up          |
| "Solar Eyes"                                  | 2024  | If It Sucks, Turn It Up          |
| "Cheapskate"                                  | 2024  | If It Sucks, Turn It Up          |
| "If It Sucks, Turn It Up"                     | 2024  | If It Sucks, Turn It Up          |
| "Dead, Rich or in Jail" (avec Fidlar)         | 2024  |                                  |

#### En tant qu'artiste invité
| Titre              | Année | Artiste     |
| ------------------ | ----- | ----------- |
| "Mexico"           | 2016  | Drapht      |
| "Keys to the City" | 2021  | Drapht      |
| "Bored"            | 2022  | Ocean Grove |

### Vidéos musicales
| Titre                                         | Année | Réalisateurs                     |
| --------------------------------------------- | ----- | -------------------------------- |
| "Wooo!"                                       | 2011  | Oliver Duncan                    |
| "Pogo"                                        | 2011  | Anthony Salsone                  |
| "Fuck It"                                     | 2012  | Anthony Salsone                  |
| "Red Light, Green Light" (Red Version)        | 2013  | Toby Cregan                      |
| "Red Light, Green Light" (Green Version)      | 2013  | Pilerats                         |
| "Superman"                                    | 2014  | Toby Cregan                      |
| "Dalai Lama, Big Banana, Marijuana"           | 2014  | Diego Cristófano                 |
| "Bullshit"                                    | 2016  | Macario De Souza & Allan Hardy   |
| "Scott Green"                                 | 2016  | Macario De Souza                 |
| "Scott Green" (Performance Version)           | 2017  | Macario De Souza                 |
| "Braindead"                                   | 2017  | Jonathan Salfield                |
| "6 Pack"                                      | 2017  | Vorn Hunt                        |
| "Demolition Derby"                            | 2017  | Vorn Hunt                        |
| "No Plans"                                    | 2019  | James Medlam                     |
| "Rubber Arm"                                  | 2019  | Glendon and Isabella             |
| "Crazy"                                       | 2019  | Macario De Souza & Allan Hardy   |
| "Stupid Is as Stupid Does" (featuring K.Flay) | 2020  | Hype Republic                    |
| "Bad Habits"                                  | 2020  | Dune Rats, Matty Woo & Tom Healy |
| "Too Tough Terry"                             | 2020  | Reid McManus                     |
| "Up"                                          | 2021  | Natalie Sim                      |
| "What a Memorable Night"                      | 2022  | Jarred Lammiman                  |
| "Melted Into Two"                             | 2022  | Kelly Holden                     |
| "Pamela Aniston"                              | 2022  | Vorn Hunt                        |
| "Space Cadet"                                 | 2022  | Alex Flamsteed                   |
| "LTD"                                         | 2023  | Inconnu                          |
| "Be Like You"                                 | 2023  | Inconnu                          |
| "Solar Eyes"                                  | 2024  | Alex Flamsteed                   |
| "Cheapskate"                                  | 2024  | Tom Carroll                      |
| "If It Sucks, Turn It Up"                     | 2024  | Callum Scott-Dyson               |

## Prix et nominations

### Prix de la musique APRA
Les APRA Music Awards ont été créés par l'Australasian Performing Right Association (APRA) en 1982 pour honorer les réalisations des auteurs-compositeurs et des compositeurs de musique, et pour reconnaître leurs compétences en matière d'écriture de chansons, de ventes et de diffusion à l'antenne, par ses membres chaque année.
- 2025 : "Be Like You", nommé en tant que meilleure chanson rock[44].

### Prix de la musique ARIA
Les ARIA Music Awards sont un ensemble de cérémonies annuelles présentées par l'Australian Recording Industry Association (ARIA), qui récompensent l'excellence, l'innovation et les réalisations dans tous les genres de musique australienne. Ils ont commencé en 1987.
| Année | Titre nommé                      | Catégorie                               | Resultat |
| ----- | -------------------------------- | --------------------------------------- | -------- |
| 2017  | The Kids Will Know It's Bullshit | Meilleur album rock                     | Nommé    |
| 2022  | Real Rare Whale                  | Meilleur album Hard Rock ou Heavy Metal | Nommé    |
| 2024  | If It Sucks, Turn It Up          | Meilleur album Hard Rock ou Heavy Metal | Nommé    |